# Kertawana
Kertawana is een bestuurslaag in het regentschap Kuningan van de provincie West-Java, Indonesië. Kertawana telt 4865 inwoners (volkstelling 2010).